# ピルスナー・ウルケル

Pilsner Urquell

ピルスナー・ウルケル（チェコ語: Plzeňský Prazdroj、ドイツ語: Pilsner Urquell）は、チェコのプルゼニ（ピルゼン）で1842年から生産されているビールである。SABミラーがピルスナー・ウルケルを所有していたが、2017年3月にアサヒビールに売却された。
ビールの種類としては下面発酵（ラガービール）に属する。ピルスナー・ウルケルはコクが強いが、一般的なラガービールよりもアルコール濃度は低く、ホップの苦味が強い。ホップが風味の重要な要素であり、また、軟水が醸造に利用されている。330ミリリットルと500ミリリットルのアルミ缶と緑色の瓶で入手可能である。

## 歴史
ピルスナー・ウルケルの名前の由来（チェコ語: Plzeňský Prazdroj、ドイツ語: Pilsner Urquell、日本語だと「元祖ピルスナー」の意味）が示すとおり、一般的なピルスナーの元祖であり、ラガースタイルのビールの醸造方法の基礎となっている。1842年10月5日、プルゼニの市民が設立したビール会社 Bürgerbrauerei が雇ったドイツ人ヨーゼフ・グロルが初めてピルスナー・ウルケルを生産した。一説には従来から造っていたビールを仕込もうとして、醸造が失敗して偶然造られたとされる。同年11月11日の聖マルティヌスの日にて、初めてプルゼニ市民の前で完成品を披露。
翌1843年にはプラハに開業したレストラン・ウ・ピンカスーにて、同市で初めてピルスナー・ウルケルが提供された。
1859年には、Bürgerbrauereiは Pilsner Bier B B の商標を登録、1898年には Original Pilsner Bier 1842、Plzeňský pramen、Prapramen、Měšťanské Plzeňské、Plzeňský pravý zdroj を商標登録、最終的に Pilsner Urquell、Plzeňský Prazdroj を商標登録し、今日に至る。

## 注ぎ方
ピルスナー・ウルケルには「醸造家がビールを作り、注ぎ手が完成させる」という格言がある。ピルスナー・ウルケルを提供する多くの店では注ぐ時に炭酸や泡の量を変えることで異なる味を生み出す注ぎ分けを行なっており、その入れ方は主に3種類に分けられる。このうちシュニットという注ぎ方は、「タップスター」（tapster）と呼ばれるピルスナー・ウルケル本社が認めたライセンスを持つ人だけが顧客に提供することを許されている。
ハラディンカ（Hladinka）
ピルスナーの伝統的な注ぎ方で、炭酸が少なく喉越しが良いとされる。まず泡を入れてから、泡の下にビールを入れて作る。最も定番の注ぎ方であるとされる。
シュニット（Šnyt）
注ぎ手たちが開栓したばかりの樽内のビールをテイスティングする時に用いる注ぎ方で、比率としてまずナドヴァクラーットのドライな泡とムリーコのウェットな泡を重ねた泡の層を3、その下に黄金色の液体の層が最終的に2ぐらいの比率に落ち着くように注ぎ、上部に1ぐらいの空間を残す。注ぎ手はこの空間でビールの香りを確認し、ドライとウェットに注ぎ分けた泡の層と一番下の液体の層で細かな味や雑味、鮮度でビール自体やサーバー設備まで含めた総合的なコンディション確認をする。
ピルスナーウルケルを提供するお店では毎日、さらにはビールの補充や樽交換の都度、シュニットを注いで確認を行なうが、顧客にシュニットを提供して良いのはタップスター資格を持つ注ぎ手だけに限定されている。
ムリーコ（Mlíko）
チェコ語で牛乳を意味する mléko に由来し、日本ではミルコとも呼ばれる。グラスのほとんどが泡で占められているビール。その名の通り牛乳のような見た目になる。グラス一杯になるまで泡を入れて提供する。最も炭酸が少ない入れ方とされ、泡であるにもかかわらず飲み口がまるで液体のような味わいとなる。時間が経つと泡がなくなって量の少ないビールになってしまう。
その他の注ぎ方

ナ・ドヴァクラーット（Na Dvakrát）
ハラディンカとは逆に、先にビールの液体を極力炭酸ガスが抜けないように静かに注いでから、上に炭酸ガスを多めに含んだ泡を浮かべて提供する。日本の生ビールに近いキレとコクが味わえる。

チョフタン（Čochtan）
ムリーコとは反対に、泡を入れずにビールのみを注ぐ。香りは引き立つが、泡がない分酸化するのが早いため、すぐに飲まないと味が変わってしまう。

## ギャラリー

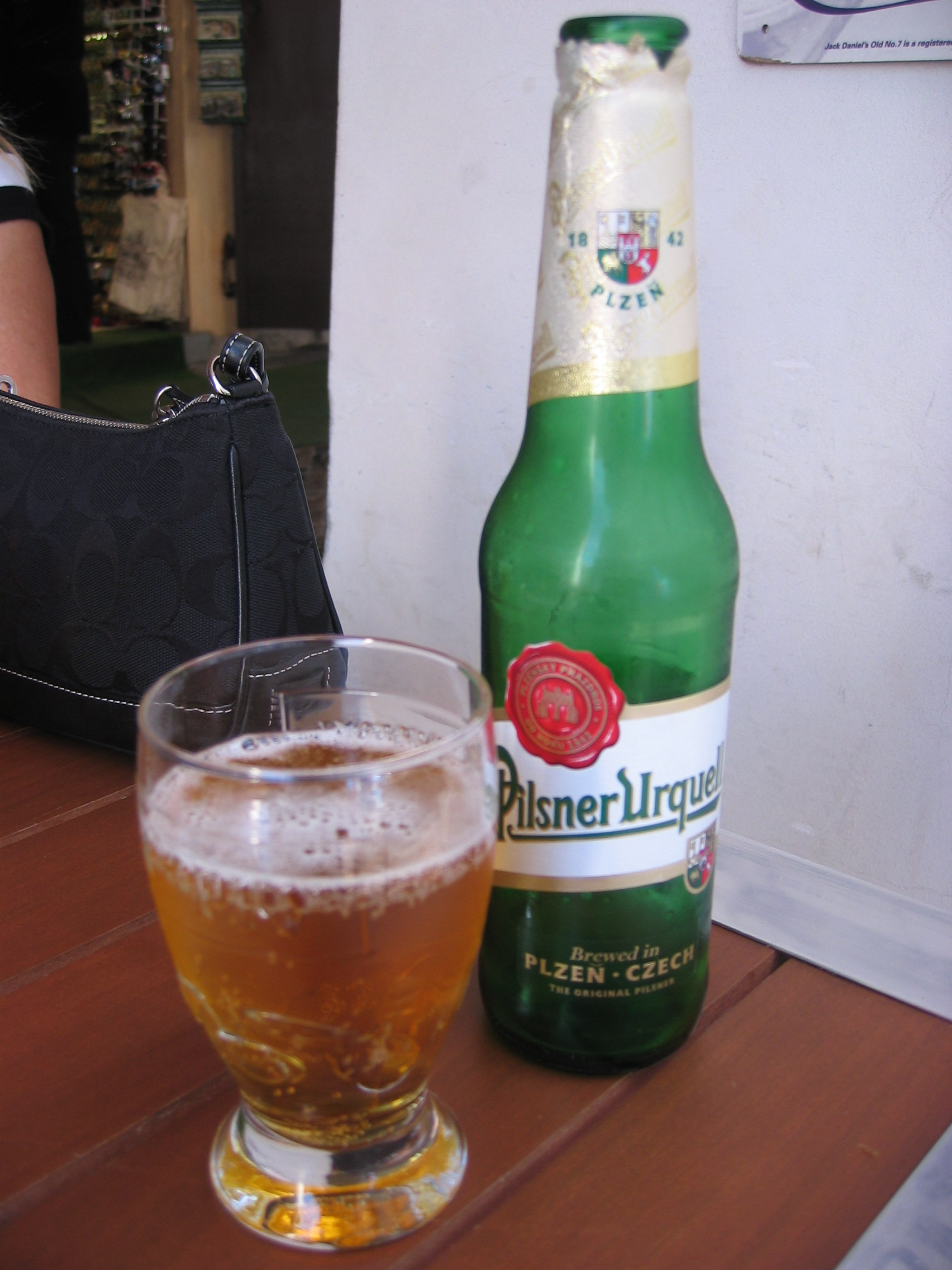
プラハにて、瓶で提供されたピルスナー・ウルケル
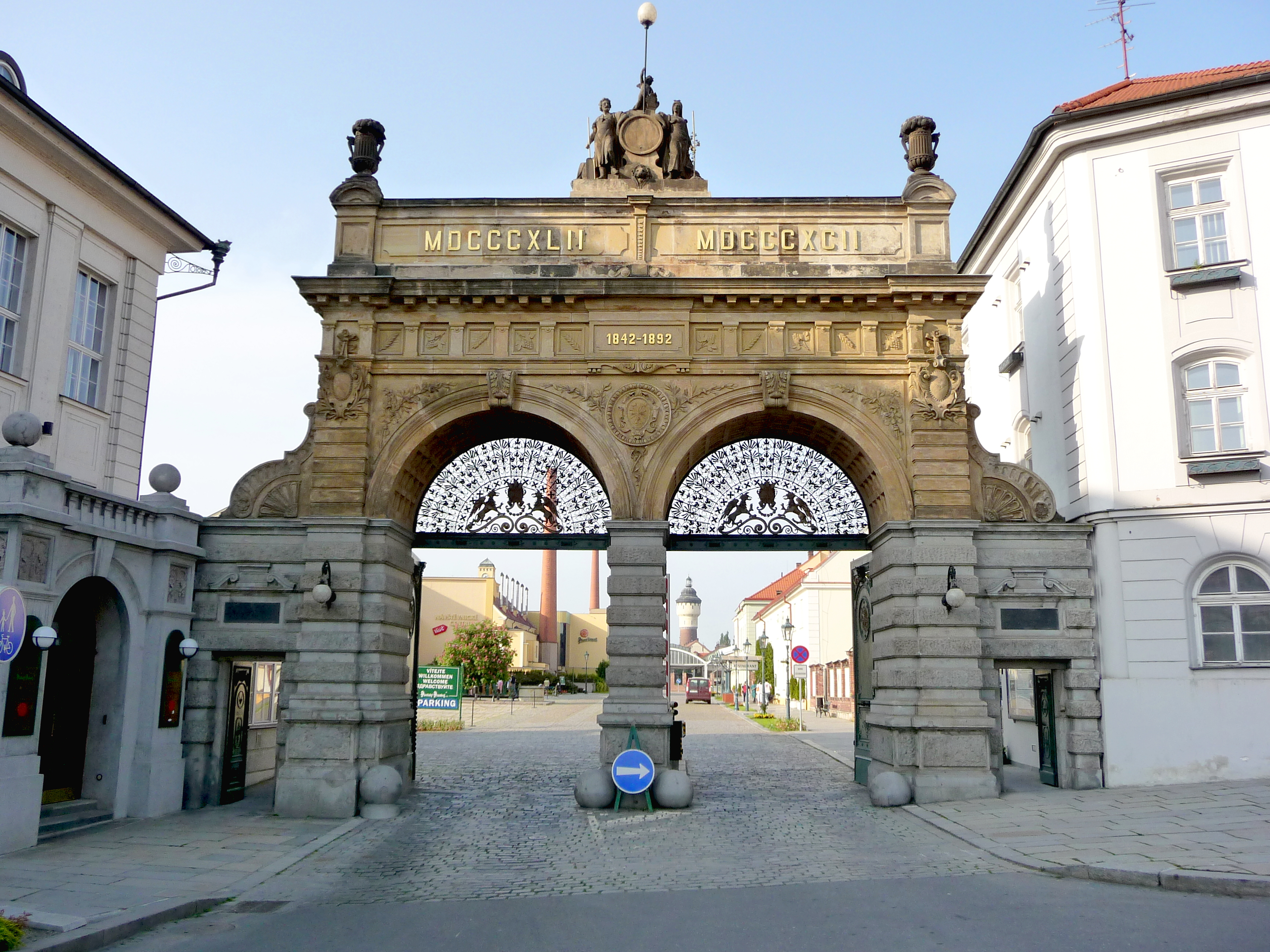
Plzeňský Prazdrojの正門。ビール会社のシンボルとして利用されている。
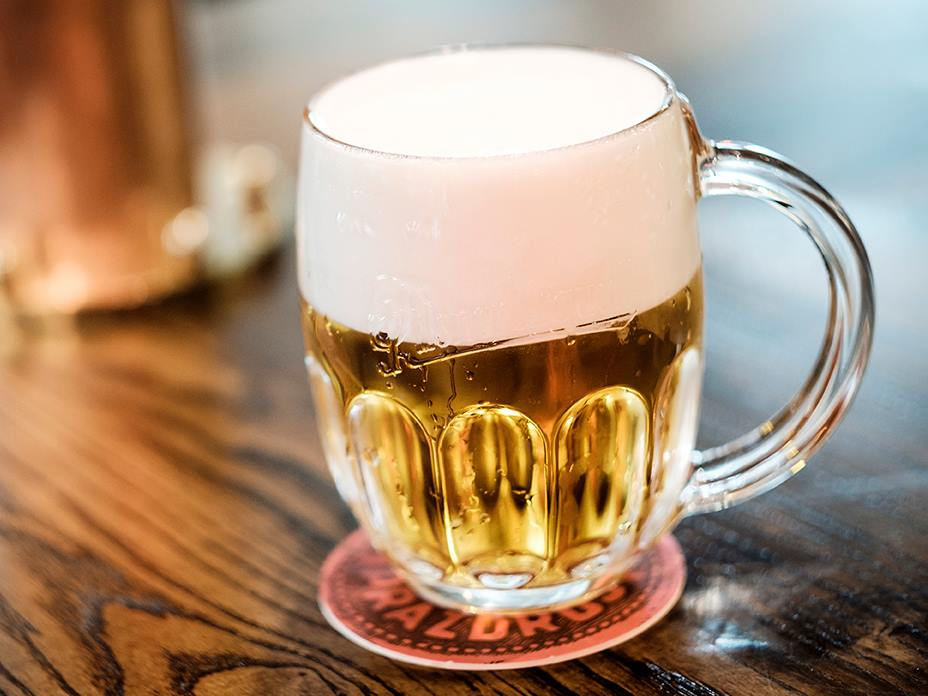
ビール会社オリジナルのマグカップに入ったピルスナー・ウルケル